# ایثن (داکوتای جنوبی)
ایثن(به انگلیسی: Ethan) شهری در ایالت داکوتای جنوبی کشور ایالات متحده آمریکا است که جمعیت آن در سرشماری سال ۲۰۱۰ میلادی، ۳۳۱ نفر بوده‌است.